# Lokaal convexe topologische vectorruimte
In de functionaalanalyse, een deelgebied van de wiskunde, is een lokaal convexe topologische vectorruimte een topologische vectorruimte waarin lokaal, dus in ieder punt willekeurig veel convexe omgevingen zijn. Equivalent daarmee is dat de topologie wordt voortgebracht door een familie van seminormen.

## Definitie
Een topologische vectorruimte heet lokaal convex als de nulvector (en daarmee elke andere vector) een lokale basis heeft die uit convexe verzamelingen bestaat.

## Motivering
Het belang van lokale convexiteit ligt erin dat ze het bestaan van bepaalde continue lineaire functionalen garandeert. Zo geldt bijvoorbeeld dat voor een lokaal convexe topologische vectorruimte {\displaystyle X} de elementen van de topologisch duale vectorruimte {\displaystyle X^{*}} de punten scheiden:
{\displaystyle \forall x,y\in X,x\neq y:\exists \lambda \in X^{*},\lambda (x)\neq \lambda (y).}

## Voorbeelden
Elke genormeerde vectorruimte is lokaal convex omdat de open bollen (bijvoorbeeld rond de nulvector) convexe verzamelingen zijn:
{\displaystyle \forall x,y\in X,r>0,t\in [0,1]:\|x\|<r\wedge \|y\|<r\implies \|tx+(1-t)y\|\leq t\|x\|+(1-t)\|y\|<r.}
Een lokaal convexe ruimte waarvan de topologie afkomstig is van een volledige translatie-invariante metriek heet fréchet-ruimte.
De {\displaystyle L^{p}}-ruimte {\displaystyle L^{p}[0,1]} voor {\displaystyle 0<p<1} is niet lokaal convex en heeft zelfs geen enkele continue lineaire functionaal (behalve de constante 0).

## Seminormen
Lokale convexiteit kan ook worden gekarakteriseerd in termen van seminormen; meer bepaald:
Een topologische vectorruimte {\displaystyle X} is lokaal convex als en slechts als haar topologie de initiale topologie is voor een familie seminormen op {\displaystyle X.}